# Orsolya Kalász
Orsolya Kalász (geboren 1964 in Dunaújváros) ist eine ungarische Lyrikerin und  Literaturübersetzerin, die in Budapest und Berlin lebt und ihre Werke zweisprachig verfasst und herausgeben lässt.

## Leben
Orsolya Kalász wuchs zweisprachig auf. Ihr Vater, der ungarische Schriftsteller und Lyriker Márton Kalász, war Anfang der siebziger Jahre Mitarbeiter im „Haus der Ungarischen Kultur“ in Ost-Berlin, und Orsolya besuchte dort bis 1974 die deutsche Grundschule. Nach dem Abitur in Ungarn studierte sie an der Loránd-Eötvös-Universität in Budapest Germanistik, Ungarische Literatur und Sprachwissenschaft. Im Jahr 1984 begann sie zu veröffentlichen. Seit 1995 hat sie ihren Wohn- und Arbeitsort in Berlin. Die eigene Lyrik schreibt sie mal in der ungarischen, mal in der deutschen Sprache. Sie überträgt die eigenen Texte selbst in die zweite Sprache, was ihr eher als eine Variation gerät. 
Ihr Gedichtband Das Eine wurde 2017 von der Jury des Peter-Huchel-Preises als „herausragende Neuerscheinung 2016“ anerkannt und ihr wurde dafür der Preis zugesprochen. In der Jurybegründung heißt es, bei Orsolya Kalász komme „das Staunen, das am Anfang aller Poesie steht, zu seinem Recht“ und ihre Poetik wird als offen, fragend und sich dem Fremden aussetzend beschrieben.
Als Übersetzerin bearbeitet sie neue Lyrik der ungarischen Sprache, seit dem Jahr 2000 häufig in Zusammenarbeit mit der deutschen Lyrikerin Monika Rinck.
2021 wurde Kalász zusammen mit Monika Rinck der Erlanger Literaturpreis für Poesie als Übersetzung für ihre Übersetzungen ungarischer Gegenwartsliteratur zuerkannt.

## Werke
- Das Eine, Gedichte. Berlin: Brüterich Press 2016 ISBN 978-3-945229-09-5
- alles was wird, will seinen strauch : Ami volt, még bokor akar lenni, Gedichte. Frankfurt, M. : Gutleut-Verlag 2007 ISBN 978-3-936826-66-1. Mit einem Essay von Monika Rinck
- Ich habe keine andere Wahl als einen Garten zu finden : Más választásom nem marad mint találni egy kertet, Gedichte. Zeichnungen von Jutta Obenhuber. Frankfurt, M. : Gutleut Verlag 2006 ISBN 978-3-936826-43-2
- Babymonster und die Gärtner : Babarém és a kertészek, Gedichte. Leipzig : Connewitzer Verl.-Buchh. 1997 ISBN 3-928833-71-5

## Übersetzungen und Herausgeberschaft
- László G. István[4]: Sandfuge : Gedichte. Aus dem Ungarischen übertragen von Orsolya Kalász und Monika Rinck. Stuttgart : Merz & Solitude, 2009 ISBN 978-3-937158-47-1
- János Térey: KaltWasserKult : Gedichte aus dem Ungar. von Orsolya Kalász und Monika Rinck Stuttgart : Merz & Solitude 2007 ISBN 978-3-937158-28-0
- István Kemény, Nützliche Ruinen : 23 Gedichte.  deutsch, ungarisch (Célszerű romok). Ausgewählt von Orsolya Kalász und Monika Rinck. Frankfurt am Main : Gutleut-Verlag, 2007 ISBN 978-3-936826-64-7
- Budapester Szenen, Junge ungarische Lyrik, Hrsg. mit Gerhard Falkner, Köln : Dumont, 1999  ISBN 3-7701-4971-8